# 海雲臺站
海雲臺站（：／ Haeundae yeok */?）是釜山地鐵2號線沿線的一座地下車站，位於韓國釜山廣域市海雲臺區佑洞，與東海線新海雲臺站相距不遠。

## 車站結構
站體為2面2線側式月台的地下車站，候車月台設有月台幕門，並有7處出口。

### 月台配置
| 中洞 ↑ |
| \| 上  |
| ↓ 冬柏 |

| 月台 | 路線               | 目的地                                 |
| ---- | ------------------ | -------------------------------------- |
| 上行 | ●釜山都市铁道2号线 | 中洞、萇山方向                         |
| 下行 | ●釜山都市铁道2号线 | 水營、西面、沙上、德川、湖浦、梁山方向 |

## 歷史
- 2002年8月29日：落成啟用。

## 車站周邊
- 海雲臺區廳
- 海雲臺海岸觀光列車
- 海雲臺城際巴士客運站
- 海雲臺海灘
- 海雲臺市場
- 釜山機械工業高校
- 海雲臺CGV
- Home plus（朝鲜语：홈플러스）海雲臺店
- Save Zone百貨（朝鲜语：세이브존）海雲臺店

## 相鄰車站
釜山交通公社
●釜山都市铁道2号线
中洞（202）－海雲臺（203）－冬柏（204）